# 7010 Locke
7010 Locke è un asteroide della fascia principale. Scoperto nel 1987, presenta un'orbita caratterizzata da un semiasse maggiore pari a 2,2849072 UA e da un'eccentricità di 0,1397657, inclinata di 6,30909° rispetto all'eclittica.
L'asteroide è dedicato al filosofo inglese John Locke.